# Weinbau in Chile

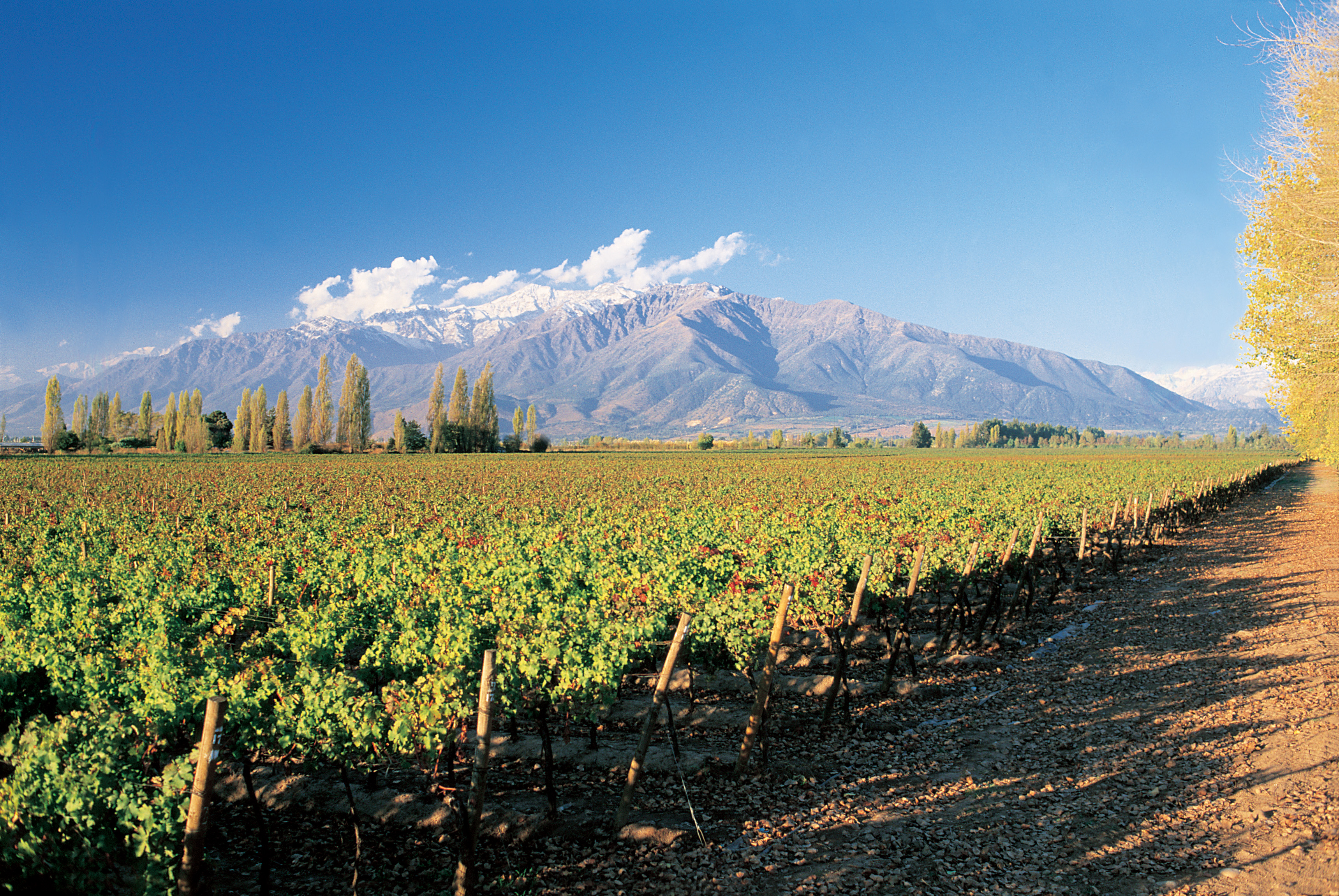
Weinbau im Valle Central. Puente Alto, Santiago

Der Weinbau in Chile hat eine lange Tradition. Die einzigartigen klimatischen Bedingungen des Landes mit tagsüber warmen sowie sommernächtlichen Temperaturen von mitunter weniger als 10 Grad bieten ideale Anbaubedingungen für kraftvolle komplexe Weine. Bereits die spanischen Eroberer brachten den Weinbau nach Südamerika. Mitte des 16. Jahrhunderts wurden in Chile die ersten Rebstöcke gepflanzt. Die ersten Rebsorten waren die aus Spanien stammenden Albilho, Moscatel, País (Negra Peruana) und Torontel. Laut einer Überlieferung soll der Freibeuter Sir Francis Drake im Jahre 1578 auf seiner Weltumsegelung ein Schiff gekapert haben, das 1770 Weinschläuche von Chile nach Peru bringen sollte – ein Hinweis, dass schon zu dieser Zeit Wein aus Chile exportiert wurde. Chile ist 2022 mit einer Weinerzeugung von 12,4 Mio. hl der größte Produzent Südamerikas.

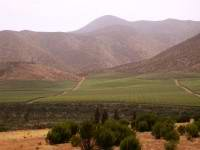
Weinbau im Valle del Elqui

## Beschreibung
Der moderne chilenische Weinbau nahm seinen Anfang, als Mitte des 19. Jahrhunderts französische Winzer einwanderten und ihre Sorten, zum Beispiel den Cabernet Sauvignon, mitbrachten.
Als typisch chilenisch gilt die alte Bordeaux-Rebsorte Carménère. Mit den Rebsorten Cabernet Sauvignon, Syrah, Merlot sowie anderen bekannten Rebsorten wie Pinot Noir zählt Carménère zu den Pflanzen, die weltweit reimportiert werden: Chile wurde im 19. Jahrhundert von der großen Reblausplage aufgrund der geographischen Abgeschiedenheit verschont, weshalb die Abkömmlinge, die aus alten unversehrten Bordeauxreben hervorgingen sind, begehrt waren. Nach der Ausrottung der Reblaus wurden wurzelechte Rebsorten aus Chile exportiert und auch nach Frankreich reimportiert.
Chile ist weltweit das einzige Land, das von der Reblaus verschont geblieben ist. Auch der falsche Mehltau ist in Chile bislang nicht aufgetreten. Daher können weniger Chemikalien eingesetzt werden und auf die Veredlung der Rebsetzlinge kann komplett verzichtet werden.
Mitte der 1980er Jahre war der Weinexport Chiles noch marginal. Obwohl im Land seit der Kolonialzeit Wein angebaut und gekeltert wird, stand die Qualität nicht auf Weltmarktniveau. So exportierte Chile 1985 Wein für gerade mal 10 Mio. US-Dollar. 13 Jahre später waren es bereits 550 Mio. Den Auftakt des Booms bildete das Jahr 1981, als die spanische Kellerei Miguel Torres im Zentraltal in der Nähe von Curicó ein riesiges Weingut aus dem Boden stampfte. Zahlreiche ausländische Investoren folgten, darunter Château Lafite-Rothschild, Larose Trintaudon, Grand Marnier, Robert Mondavi und die Brüder Christian. Alles, was in Bordeaux einen Namen hat, versuchte sich in Chile einzukaufen und Terroir zu erschließen.
Rund um den Weinbau wurden die chilenischen Weinstraßen geschaffen. Diese thematischen Ferienstraßen sollen Touristen animieren, Weinberge und Weinkeller zu besuchen.

## Rebsortenspiegel
In Chile blieb die Rebfläche im Jahr 2022 mit 196.000 ha gegenüber 2021 nahezu unverändert. Die chilenischen Weingebiete wurden in den letzten Jahren großflächig mit höherwertigen Rebsorten neu bepflanzt. Die Rebsorte País, die 1985 noch auf 44 % der Fläche zu finden war, ging dabei bis zur Bedeutungslosigkeit zurück. Die weiße Sorte Sauvignon Blanc konnte ihren Anteil nach langem Rückgang zwischen 2004 und 2018 verdoppeln. Bei den Neubepflanzungen wurden auch in Chile bislang kaum beachtete Rebsorten berücksichtigt, zum Beispiel Syrah. Weitere Sorten mit einem Prozent Anbaufläche und mehr waren 2023 Pedro Ximénez (weiß, 3 %) Moscatel Alejandria (weiß, 2 %) und Malbec (rot, 3 %). Weitere Anbaugebiete für die Produktion von Pisco von insgesamt zirka 70.768.248 Litern und Tafeltrauben sind in der Tabelle nicht berücksichtigt.
| Rebsortenspiegel des chilenischen Landwirtschaftsministeriums SAG, Angaben in Prozent | Rebsortenspiegel des chilenischen Landwirtschaftsministeriums SAG, Angaben in Prozent | Rebsortenspiegel des chilenischen Landwirtschaftsministeriums SAG, Angaben in Prozent | Rebsortenspiegel des chilenischen Landwirtschaftsministeriums SAG, Angaben in Prozent | Rebsortenspiegel des chilenischen Landwirtschaftsministeriums SAG, Angaben in Prozent | Rebsortenspiegel des chilenischen Landwirtschaftsministeriums SAG, Angaben in Prozent | Rebsortenspiegel des chilenischen Landwirtschaftsministeriums SAG, Angaben in Prozent | Rebsortenspiegel des chilenischen Landwirtschaftsministeriums SAG, Angaben in Prozent | Rebsortenspiegel des chilenischen Landwirtschaftsministeriums SAG, Angaben in Prozent | Rebsortenspiegel des chilenischen Landwirtschaftsministeriums SAG, Angaben in Prozent | Rebsortenspiegel des chilenischen Landwirtschaftsministeriums SAG, Angaben in Prozent | Rebsortenspiegel des chilenischen Landwirtschaftsministeriums SAG, Angaben in Prozent | Rebsortenspiegel des chilenischen Landwirtschaftsministeriums SAG, Angaben in Prozent |         |      |
| Rebsorte                                                                              | 1985                                                                                  | 1994                                                                                  | 1995                                                                                  | 1996                                                                                  | 1997                                                                                  | 1998                                                                                  | 1999                                                                                  | 2000                                                                                  | 2001                                                                                  | 2002                                                                                  | 2003                                                                                  | 2004                                                                                  | 2018    | 2023 |
| ------------------------------------------------------------------------------------- | ------------------------------------------------------------------------------------- | ------------------------------------------------------------------------------------- | ------------------------------------------------------------------------------------- | ------------------------------------------------------------------------------------- | ------------------------------------------------------------------------------------- | ------------------------------------------------------------------------------------- | ------------------------------------------------------------------------------------- | ------------------------------------------------------------------------------------- | ------------------------------------------------------------------------------------- | ------------------------------------------------------------------------------------- | ------------------------------------------------------------------------------------- | ------------------------------------------------------------------------------------- | ------- | ---- |
| Cabernet Sauvignon                                                                    | 12,12                                                                                 | 20,93                                                                                 | 22,58                                                                                 | 23,38                                                                                 | 25,17                                                                                 | 27,98                                                                                 | 30,66                                                                                 | 34,62                                                                                 | 35,74                                                                                 | 36,16                                                                                 | 35,76                                                                                 | 35,77                                                                                 | 28,7    | 30   |
| País (Misión)                                                                         | 43,77                                                                                 | 30,12                                                                                 | 28,09                                                                                 | 27,28                                                                                 | 23,98                                                                                 | 20,48                                                                                 | 18,11                                                                                 | 14,61                                                                                 | 14,09                                                                                 | 13,78                                                                                 | 13,58                                                                                 | 13,26                                                                                 | 3,4     |      |
| Merlot                                                                                | 1,49                                                                                  | 4,43                                                                                  | 4,97                                                                                  | 5,77                                                                                  | 8,51                                                                                  | 11,16                                                                                 | 12,02                                                                                 | 12,35                                                                                 | 12,05                                                                                 | 11,76                                                                                 | 11,70                                                                                 | 11,54                                                                                 | 12,6    | 11   |
| Carménère                                                                             | 0,00                                                                                  | 0,00                                                                                  | 0,00                                                                                  | 0,00                                                                                  | 0,52                                                                                  | 1,55                                                                                  | 2,70                                                                                  | 4,54                                                                                  | 5,05                                                                                  | 5,35                                                                                  | 5,49                                                                                  | 5,75                                                                                  | 7,4     | 9    |
| Syrah                                                                                 | 0,00                                                                                  | 0,00                                                                                  | 0,00                                                                                  | 0,03                                                                                  | 0,32                                                                                  | 0,75                                                                                  | 1,19                                                                                  | 1,96                                                                                  | 2,05                                                                                  | 2,16                                                                                  | 2,24                                                                                  | 2,45                                                                                  | 6,9     | 5    |
| Pinot noir                                                                            | 0,15                                                                                  | 0,26                                                                                  | 0,40                                                                                  | 0,51                                                                                  | 0,65                                                                                  | 0,78                                                                                  | 0,98                                                                                  | 1,55                                                                                  | 1,36                                                                                  | 1,32                                                                                  | 1,29                                                                                  | 1,28                                                                                  | 2,5     | 3    |
| Cabernet Franc                                                                        | 0,00                                                                                  | 0,00                                                                                  | 0,00                                                                                  | 0,03                                                                                  | 0,10                                                                                  | 0,18                                                                                  | 0,37                                                                                  | 0,66                                                                                  | 0,77                                                                                  | 0,80                                                                                  | 0,84                                                                                  | 0,94                                                                                  |         |      |
| Andere rote Sorten                                                                    | 5,29                                                                                  | 3,27                                                                                  | 3,26                                                                                  | 3,37                                                                                  | 3,41                                                                                  | 3,57                                                                                  | 4,44                                                                                  | 5,13                                                                                  | 5,12                                                                                  |                                                                                       |                                                                                       | 5,32                                                                                  |         |      |
| Rote Sorten insgesamt                                                                 | 62,82                                                                                 | 59,01                                                                                 | 59,30                                                                                 | 60,38                                                                                 | 62,66                                                                                 | 66,46                                                                                 | 70,48                                                                                 | 75,44                                                                                 | 76,23                                                                                 |                                                                                       |                                                                                       | 76,31                                                                                 |         |      |
| Chardonnay                                                                            | 0,36                                                                                  | 7,82                                                                                  | 8,09                                                                                  | 8,04                                                                                  | 8,75                                                                                  | 8,89                                                                                  | 8,09                                                                                  | 7,39                                                                                  | 7,07                                                                                  | 6,96                                                                                  | 6,87                                                                                  | 6,89                                                                                  | 9,6     | 10   |
| Sauvignon Blanc                                                                       | 7,39                                                                                  | 11,27                                                                                 | 11,28                                                                                 | 11,02                                                                                 | 10,35                                                                                 | 8,96                                                                                  | 7,69                                                                                  | 6,54                                                                                  | 6,24                                                                                  | 6,49                                                                                  | 6,69                                                                                  | 6,91                                                                                  | 13,9    | 16   |
| Sémillon                                                                              | 9,23                                                                                  | 5,10                                                                                  | 4,87                                                                                  | 4,67                                                                                  | 3,82                                                                                  | 3,22                                                                                  | 2,76                                                                                  | 1,82                                                                                  | 1,74                                                                                  | 1,70                                                                                  | 1,65                                                                                  | 1,53                                                                                  |         |      |
| Riesling                                                                              | 0,41                                                                                  | 0,58                                                                                  | 0,54                                                                                  | 0,57                                                                                  | 0,53                                                                                  | 0,46                                                                                  | 0,34                                                                                  | 0,28                                                                                  | 0,27                                                                                  | 0,26                                                                                  | 0,26                                                                                  | 0,26                                                                                  |         |      |
| Chenin Blanc                                                                          | 0,03                                                                                  | 0,19                                                                                  | 0,19                                                                                  | 0,17                                                                                  | 0,15                                                                                  | 0,14                                                                                  | 0,11                                                                                  | 0,07                                                                                  | 0,05                                                                                  | 0,05                                                                                  | 0,05                                                                                  | 0,07                                                                                  |         |      |
| Andere weiße Sorten                                                                   | 19,76                                                                                 | 16,04                                                                                 | 15,72                                                                                 | 15,15                                                                                 | 13,73                                                                                 | 11,87                                                                                 | 10,54                                                                                 | 8,47                                                                                  | 8,41                                                                                  |                                                                                       |                                                                                       | 8,03                                                                                  | 7,6     |      |
| Weiße Sorten insgesamt                                                                | 37,18                                                                                 | 40,99                                                                                 | 40,70                                                                                 | 39,62                                                                                 | 37,34                                                                                 | 33,54                                                                                 | 29,52                                                                                 | 24,56                                                                                 | 23,77                                                                                 |                                                                                       |                                                                                       | 23,69                                                                                 |         |      |
| Gesamtfläche in ha                                                                    | 67.132                                                                                | 53.093                                                                                | 54.392                                                                                | 56.003                                                                                | 63.550                                                                                | 75.388                                                                                | 85.357                                                                                | 103.876                                                                               | 106.970                                                                               | 108.569                                                                               | 110.096                                                                               | 112.056                                                                               | 208.000 |      |

## Regionen

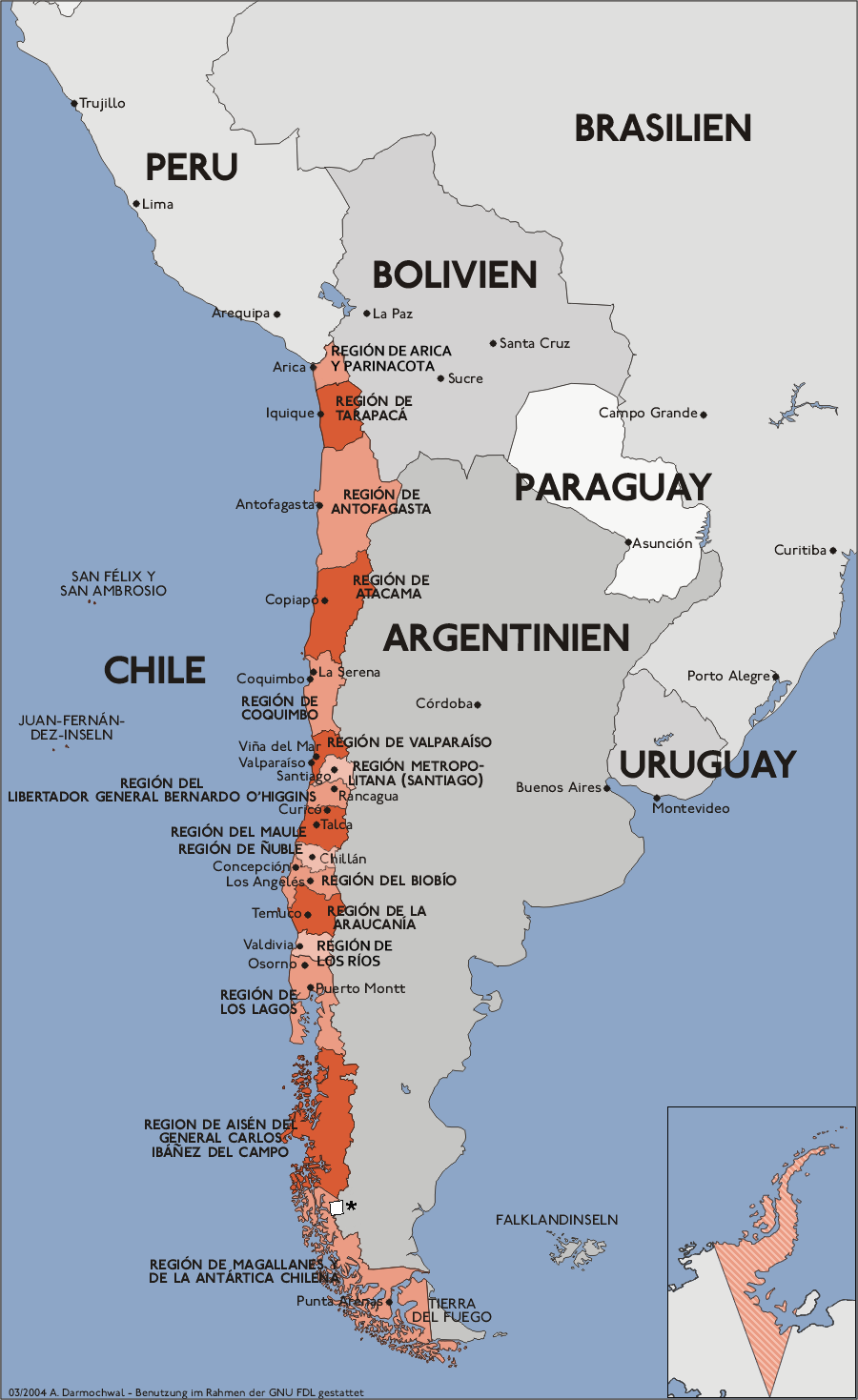
Regionen in Chile

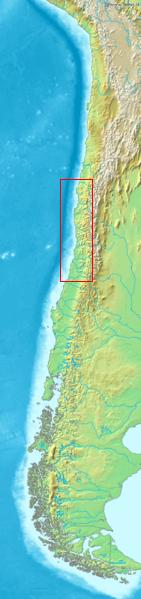
Chiles Topographie mit hervorgehobener Lage der meisten chilenischen Weinregionen

Chile liegt in mehreren Klimazonen. Der Weinbau konzentriert sich auf vier Weinbauregionen und deren Sub-Regionen, die zwischen dem 30. und dem 38. Breitengrad liegen.
```
(Terminologie: 
Valle
 = 
Tal
)
```

- Weinbau-Region Coquimbo
  - Valle del Elqui (Elqui-Tal)
  - Valle de Limarí
  - Valle de Choapa
- Weinbau-Region Aconcagua
  - Valle del Aconcagua
  - Valle de Casablanca
  - Valle de San Antonio
- Weinbau-Region Valle Central
  - Valle del Maipo
  - Valle de Rapel
  - Valle de Curicó
  - Valle del Maule
- Weinbau-Region Valle Sur
  - Valle del Itata
  - Valle del Bío-Bío
  - Valle del Malleco

Als bestes Anbaugebiet gilt Maipo, zirka 40 Kilometer südlich der Hauptstadt Santiago de Chile, wo die besten Rotweine aus dem südlich anschließenden Rapel-Tal herkommen. In der Región del Maule, ebenfalls im Süden, wird vorwiegend die rote Sorte País kultiviert. Die besten Weißweine aus den Trauben Chardonnay und Sauvignon stellt der Bereich Casablanca nahe der pazifischen Küste.

### Übersicht

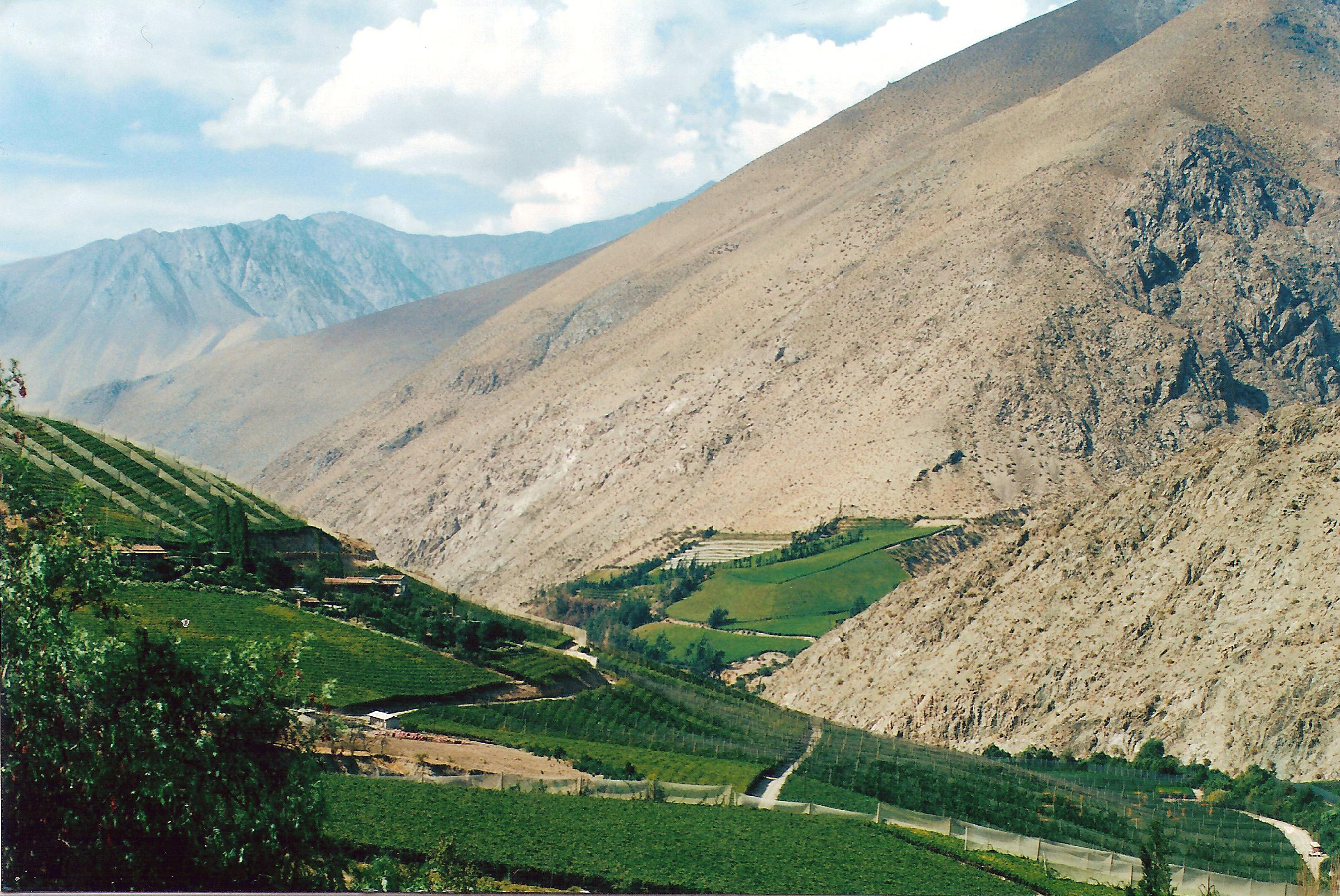
Valle del Elqui.

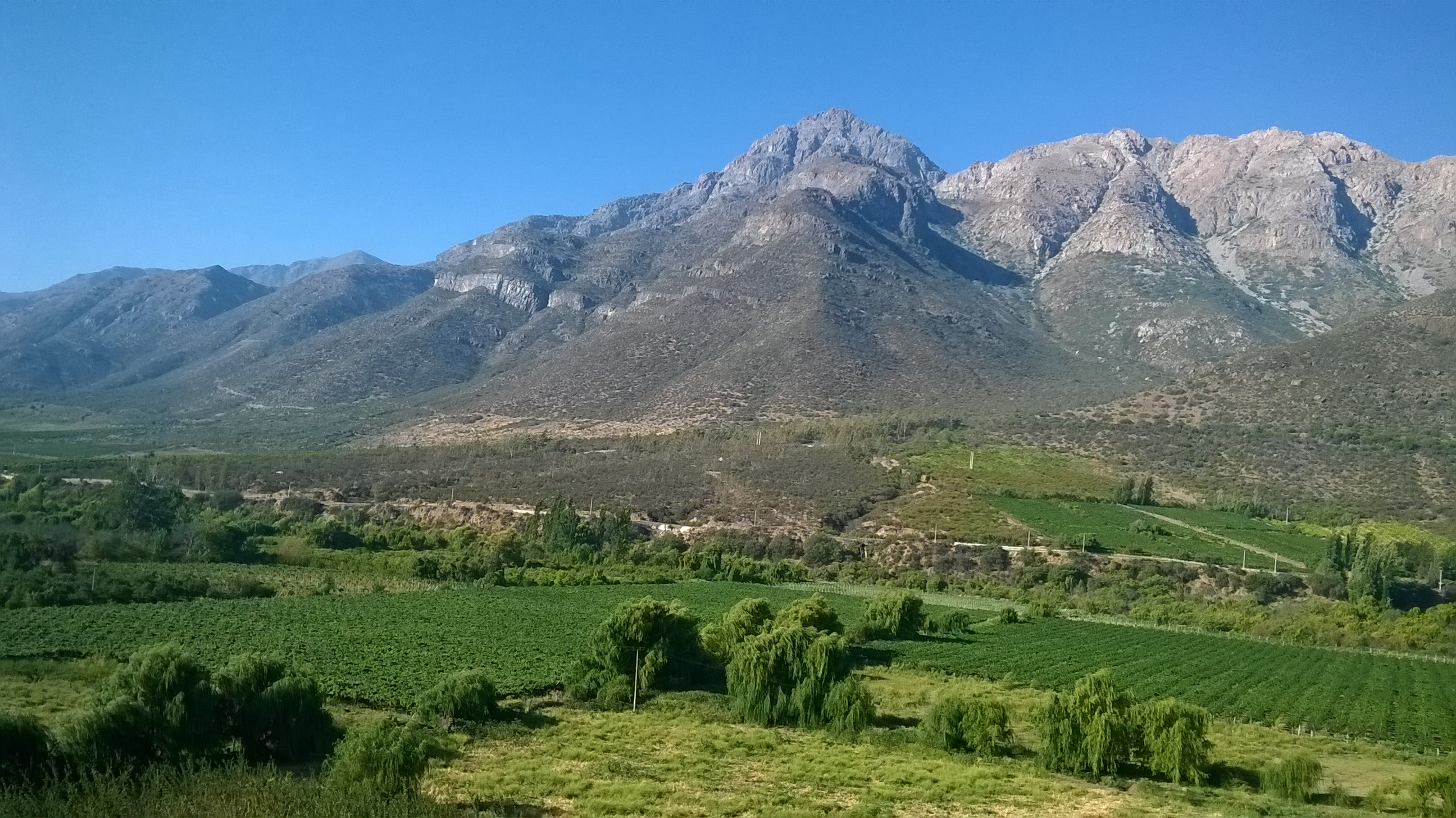
Valle del Choapa.

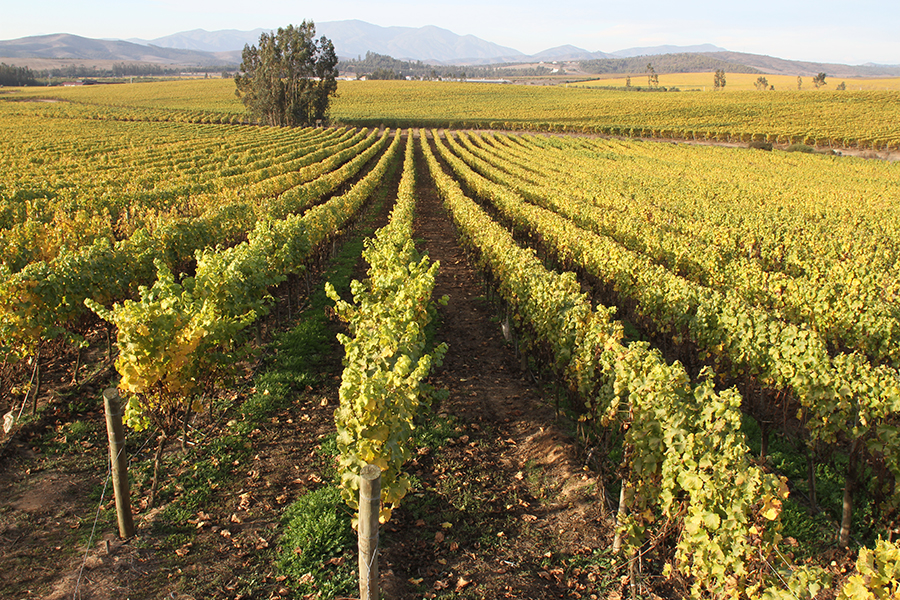
Valle de Leyda.

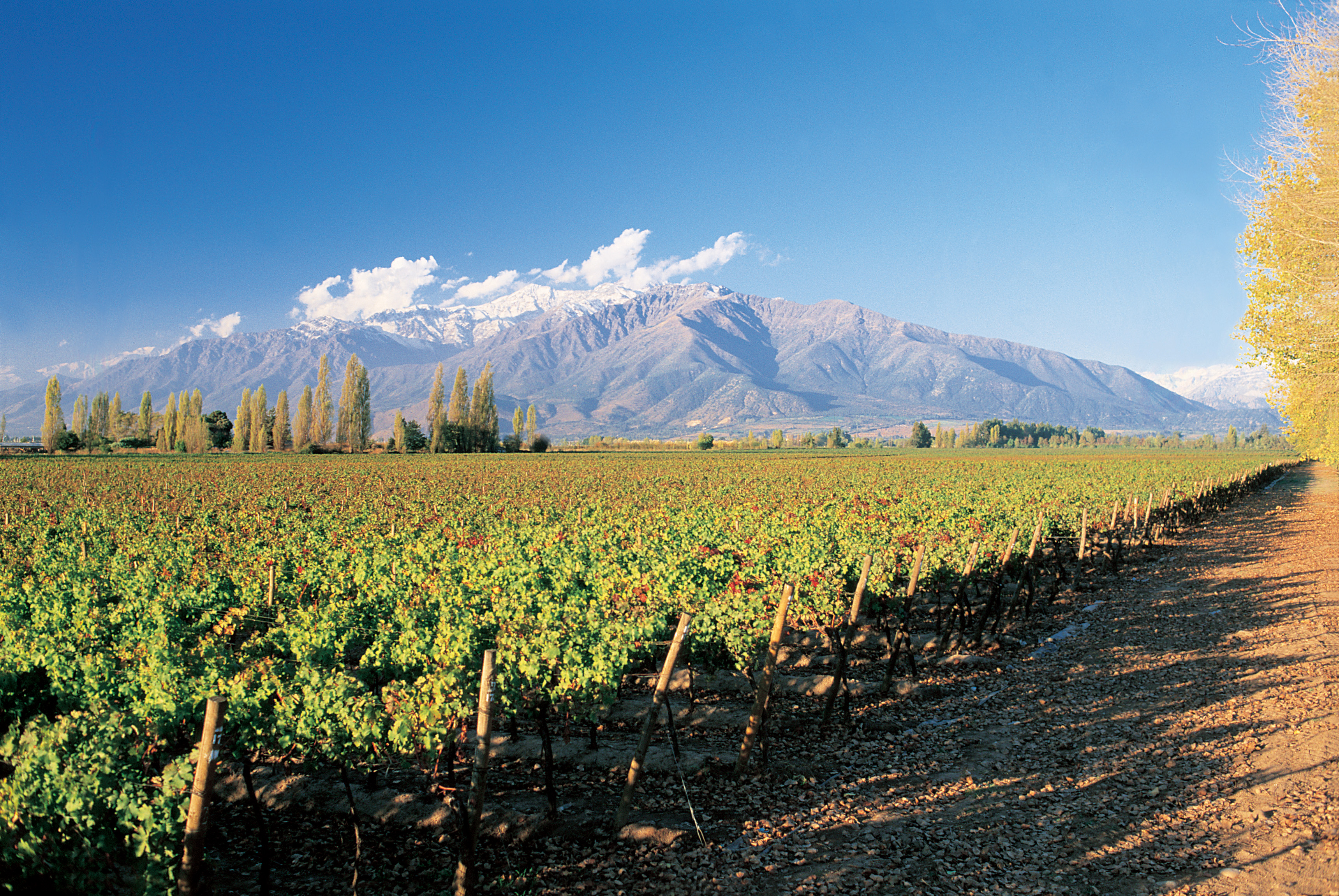
Valle del Maipo.

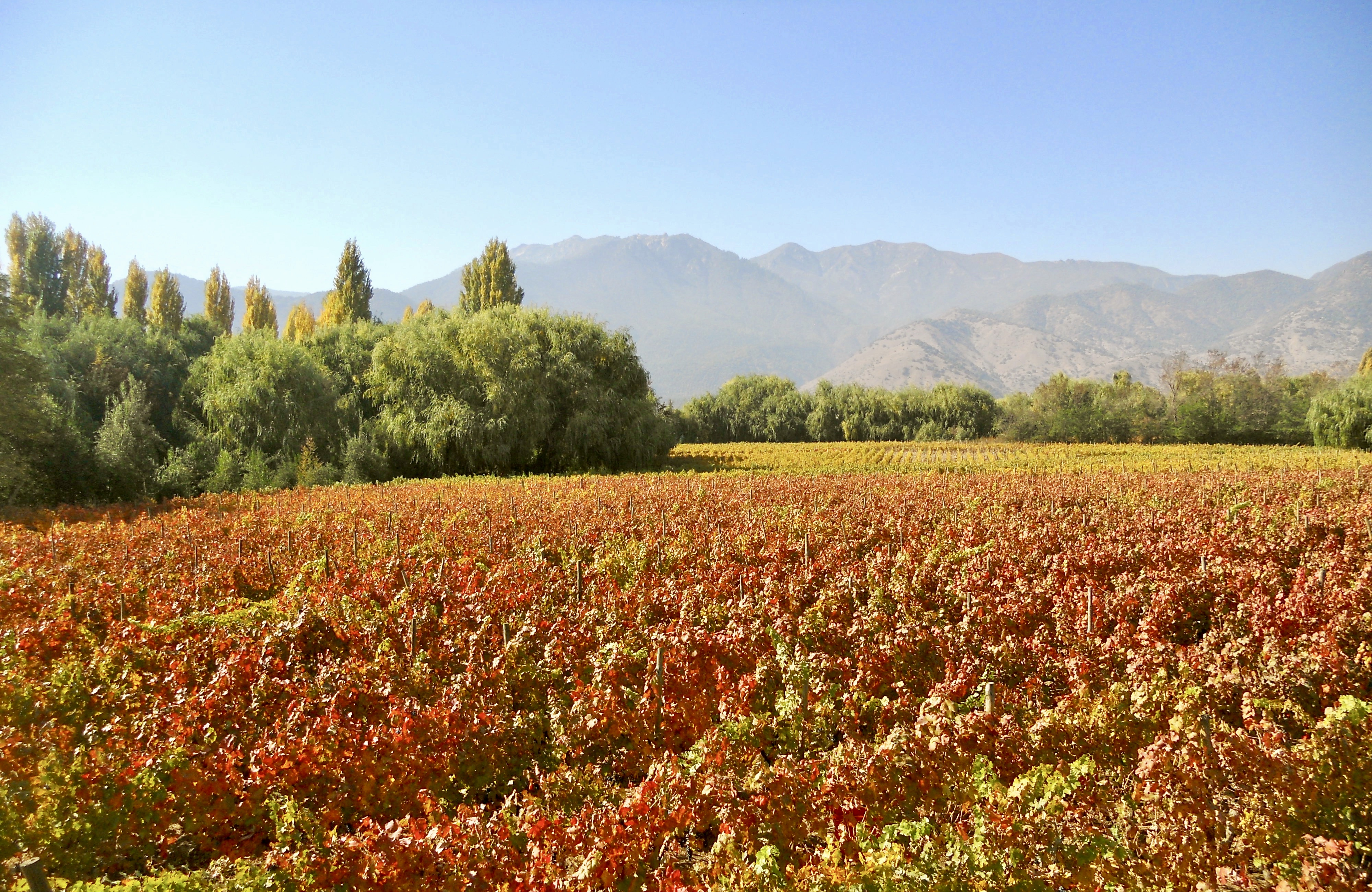
Valle del Cachapoal.

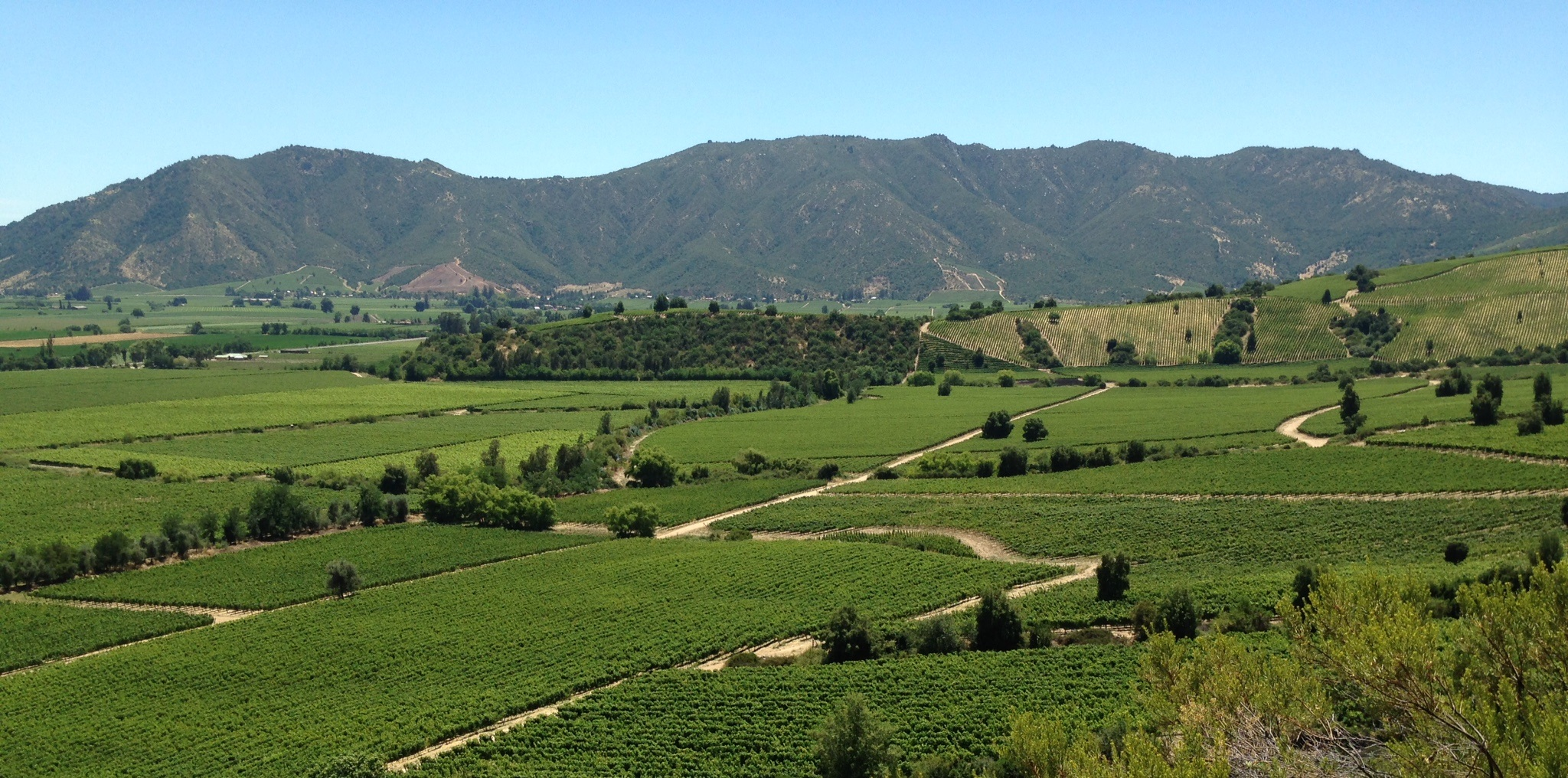
Valle de Colchagua.

Nach Angaben des chilenischen Landwirtschaftsministeriums ist es zuständig für die Festlegung der offiziellen Weinbauzonen in Chile per Dekret. Entsprechend diesen Dekreten sind die chilenischen Weinbergflächen wie folgt in sechs große Weinbauregionen unterteilt, die ihrerseits in Unterregionen, Zonen und kleinere Gebiete unterteilt sind:
| Region                            | Subregion             | Zone                  | Bereich | Komplementärbegriff                                   |
| --------------------------------- | --------------------- | --------------------- | --- | ----------------------------------------------------- |
| Región vitícola de Atacama        | Valle de Copiapó      | Valle de Copiapó      | Valle de Copiapó | Valle de Copiapó                                      |
| Región vitícola de Atacama        | Valle del Huasco      |                       | |                                                       |
| Región vitícola de Coquimbo       | Valle del Elqui       | Valle del Elqui       | La Serena Vicuña Paiguano                                                                                                 | Costa Andes                                           |
| Región vitícola de Coquimbo       | Valle del Limarí      | Valle del Limarí      | Ovalle Punitaqui Monte Patria Río Hurtado                                                                                 | Costa Entre Cordilleras Andes                         |
| Región vitícola de Coquimbo       | Valle del Choapa      | Valle del Choapa      | Salamanca Illapel | Andes                                                 |
| Región vitícola de Aconcagua      | Valle del Aconcagua   | Valle del Aconcagua   | Zapallar Quillota Hijuelas Panquehue Catemu Llay-Llay San Felipe Santa María Calle Larga San Esteban                      | Costa Costa Entre Cordilleras Entre Cordilleras Andes |
| Región vitícola de Aconcagua      | Valle del Marga-Marga | Valle del Marga-Marga | Quilpué | Costa                                                 |
| Región vitícola de Aconcagua      | Valle de Casablanca   | Valle de Casablanca   | Casablanca | Costa                                                 |
| Región vitícola de Aconcagua      | Valle de San Antonio  | Valle de San Antonio  | Cartagena Algarrobo | Costa Costa                                           |
| Región vitícola de Aconcagua      | Valle de San Antonio  | Valle de Leyda        | San Juan Santo Domingo | Costa Costa                                           |
| Región vitícola del Valle Central | Valle del Maipo       | Valle del Maipo       | Isla de Maipo Talagante Melipilla Alhué María Pinto Colina Calera de Tango Til Til Lampa Santiago Pirque Puente Alto Buin | Entre Cordilleras Andes                               |
| Región vitícola del Valle Central | Valle del Rapel       | Valle del Cachapoal   | Rancagua Peumo Coltauco Requínoa Rengo Machalí                                                                            | Entre Cordilleras Andes                               |
| Región vitícola del Valle Central | Valle del Rapel       | Valle de Colchagua    | Paredones Pumanque Litueche Lolol Nancagua Santa Cruz Palmilla Peralillo Marchigüe La Estrella San Fernando Chimbarongo   | Costa Entre Cordilleras Andes                         |
| Región vitícola del Valle Central | Valle de Curicó       | Valle del Teno        | Vichuquén Rauco Romeral                                                                                                   | Costa Entre Cordilleras Andes                         |
| Región vitícola del Valle Central | Valle de Curicó       | Valle del Lontué      | Sagrada Familia Molina | Entre Cordilleras Andes                               |
| Región vitícola del Valle Central | Valle del Maule       | Valle del Claro       | Empedrado Curepto Talca Pencahue San Rafael San Clemente                                                                  | Costa Entre Cordilleras Andes                         |
| Región vitícola del Valle Central | Valle del Maule       | Valle del Loncomilla  | San Javier Villa Alegre Parral Linares Longaví Retiro Colbún                                                              | Entre Cordilleras Andes                               |
| Región vitícola del Valle Central | Valle del Maule       | Valle del Tutuvén     | Cauquenes | Entre Cordilleras                                     |
| Región vitícola del Sur           | Valle del Itata       | Valle del Itata       | Portezuelo Coelemu Chillán Quillón                                                                                        | Costa Entre Cordilleras                               |
| Región vitícola del Sur           | Valle del Biobío      | Valle del Biobío      | Yumbel Mulchén | Entre Cordilleras                                     |
| Región vitícola del Sur           | Valle del Malleco     | Valle del Malleco     | Traiguén | Entre Cordilleras                                     |
| Región vitícola Austral           | Valle del Cautín      | Valle del Cautín      | Perquenco Galvarino | Perquenco Galvarino                                   |
| Región vitícola Austral           | Valle de Osorno       | Valle de Osorno       | Osorno San Pablo Purranque La Unión Futrono                                                                               | Osorno San Pablo Purranque La Unión Futrono           |